# K'naan
K'naan (izgovor /ˈkeɪnɑːn/), pravim imenom Keinan Abdi Warsame (somalijski: Keynaan Cabdi Warsame; arapski: كنعان عبدي ورسمه; Mogadišu, 1. veljače 1978.), je somalsko-kanadski pjevač, pjesnik, tekstopisac i instrumentalist.

## Životopis
Rođen je u Mogadišuu, glavnom gradu Somalije, 1. veljače 1978. u muslimanskoj obitelji. Njegovo ime na somalskome znači "putnik". Repati je počeo još kao dječak, i to za svoje prijatelje, a njegovi su roditelji po izbijanju Somalskog građanskog rata 1991. emigrirali u New York, da bi se ubrzo preselili u Toronto. 
Svoju glazbenu karijeru započinje 2001. godine, a do danas je imao niz uspješnih suradnji i projekata. Najveću popularnost ipak steće singlom "Wavin' Flag" koji je korišten kao službena Coca-Colina himna povodom Svjetskog nogometnog prvenstva 2010. i kao službena himna za pomoć stradalima u potresu na Haitiju 2010. godine. 
Oženjen je, a sa suprugom Deqom, koja je farmaceutkinja, ima dva sina (rođena 2005. i 2007. godine).

## Diskografija

### Albumi
- 2004.: My Life Is a Movie
- 2005.: The Dusty Foot Philosopher
- 2007.: The Dusty Foot on the Road
- 2009.: Troubadour
- 2012.: Country, God or the Girl

### Singlovi
- 2005.: "Soobax"
- 2005.: "Strugglin"
- 2008.: "ABCs" (featuring Chubb Rock)
- 2008.: "Dreamer"
- 2008.: "Somalia"
- 2008.: "I Come Prepared" (featuring Damian Marley)
- 2009.: "If Rap Gets Jealous" (featuring Kirk Hammett of Metallica)
- 2009.: "Wavin' Flag"
- 2010.: "Wavin' Flag (The Celebration Mix)"
- 2010.: "Wavin' Falg" (featuring will.i.am & David Guetta)
- 2010.: "Bang Bang" (featuring Adam Levine)
- 2010.: "Take a Minute"

Singlovi u kojima K'naan gostuje
- 2006.: "Til We Get There" (M-1 featuring K'naan)
- 2009.: "L'Arme de Paix" (Oxmo Puccino featuring K'naan)
- 2009.: "Think of All the Things" (KRS-One & Buckshot featuring K'naan)
- 2009.: "TV in the Radio" ([Wale']) & K'Naan
- 2010.: "In Jamaica" (Beatnick & K-Salaam featuring K'naan & Buckshot)
- 2010.: "Wavin' Flag" with Young Artists for Haiti
- 2010.: "Wavin' Flag (Coca Cola Spanish Celebration Mix)" (with David Bisbal)
- 2010.: "Wavin' Flag (Coca Cola Arabic Celebration Mix)" (with Nancy Ajram)
- 2010.: "Mask On My Face" (Chin Injeti featuring K'naan)
- 2010.: "Each Tear" (Mary J. Blige featuring K'naan)
- 2010.: "Stop for a Minute" (Keane featuring K'naan)
- 2010.: "Tribes at War"  (Nas & Damian Marley featuring K'naan)
- 2010.: "Africa Must Wake Up"  (Nas & Damian Marley featuring K'naan)

## Vanjske poveznice
- Službena stranica